# Sân bay quốc tế Dunedin
Sân bay quốc tế Dunedin (mã sân bay IATA: DUD, mã sân bay ICAO: NZDN) là một sân bay quốc tế trong khu vực Otago ở Đảo Nam, phục vụ Dunedin và vùng Otago, New Zealand. Sân bay quốc tế Dunedin có 1 đường băng có thể phục vụ máy bay như Boeing 767. 
Sân bay quốc tế Dunedin là một trong hai sân bay quốc tế ở Otago, sân bay kia là sân bay quốc tế Queenstown. Nó nằm liền kề với làng Momona trên Plains Taieri khoảng 22 km về phía nam phía tây của trung tâm thành phố Dunedin. Sân bay có một nhà ga hành khách với hai ống lồng dẫn khách ra vào máy bay và năm cửa
Mainland Air, một trường bay và dịch vụ bay thuê chuyến, hoạt động từ một hangar bên cạnh nhà ga hành khác. Hội đồng thành phố Dunedin và Crown mỗi bên sở hữu 50% công ty TNHH sân bay quốc tế Dunedin.
Việc xây dựng sân bay được hoàn thành vào năm 1962, và sử dụng chính của nó là để phục vụ cho hành khách của máy bay đường ngắn. Trong khoảng năm 2005, không gian làm thủ tục lên máy bay được mở rộng và một khu vực đến quốc tế mới đã được bổ sung. Sân bay này là bận rộn và lớn thứ 3 và lớn nhất trên đảo Nam của New Zealand, sau sân bay quốc tế Queenstown sân bay và sân bay quốc tế Christchurch.

## Hãng hàng không và tuyến bay
| Hãng hàng không                                      | Các điểm đến                       |
| ---------------------------------------------------- | ---------------------------------- |
| Air New Zealand                                      | Auckland, Christchurch, Wellington |
| Air New Zealand Link vận hành bởi Air Nelson         | Christchurch, Wellington           |
| Air New Zealand Link vận hành bởi Mount Cook Airline | Christchurch, Wellington           |
| Jetstar Airways                                      | Auckland                           |
| Virgin Australia                                     | Brisbane                           |

### Hàng hóa
| Hãng hàng không | Các điểm đến |
| --------------- | ------------ |
| Air Post        | Christchurch |